# الهام علی‌اف
الهام حیدر اوغلو علی‌اف (ترکی آذربایجانی: İlham Heydər oğlu Əliyev؛ زادهٔ ۲۴ دسامبر ۱۹۶۱) سیاستمدار اهل جمهوری آذربایجان است که به‌عنوان چهارمین رئیس‌جمهور جمهوری آذربایجان فعالیت می‌کند. او از تاریخ ۳۱ اکتبر ۲۰۰۳ ریاست جمهوری جمهوری آذربایجان را به عهده گرفته است.
الهام علی‌اف دومین فرزند حیدر علی‌اف، رهبر سابق آذربایجان است. او از سال ۲۰۰۳ در پی درگذشت پدرش رئیس‌جمهور آذربایجان در انتخاباتی که شاهد تقلب انتخاباتی بود، به ریاست جمهوری رسید. ثروت ناشی از نفت جمهوری آذربایجان، این کشور را قادر ساخته رویدادهای پر خرج بین‌المللی را میزبانی کند و همچنین دست به تلاش‌های گسترده‌ای در امر لابی‌گری بزند.
خانواده علی‌اف از طریق پیوندهای خود، با کسب و کارهای اداره شده توسط دولت، خود را غنی ساخته‌اند. آن‌ها بخش‌های شایان توجهی از بانک‌ها، شرکت‌های ساختمانی و مخابراتی بزرگ و بخشی از صنایع نفت و گاز آذربایجان را در اختیار دارند. بخش بزرگی از این ثروت از طریق شبکه پیچیده شرکت‌های فرا ساحل مخفی است. در سال ۲۰۱۷ رسوایی پول‌شویی دولت جمهوری آذربایجان که یک پول‌شویی پیچیده بود برملا شد که در آن به حساب سیاستمداران برجسته اروپایی پول واریز می‌شد تا انتقاد از الهام علی‌اف را کمتر از قبل کنند و تصویر مثبتی از رژیم او را در رسانه‌ها به نمایش بگذارند.
علی‌اف بر یک رژیم اقتدار گرایانه در آذربایجان حکمرانی می‌کند، که در آن انتخابات آزاد و منصفانه نیست، قدرت در دست علی‌اف و بقیه خانواده‌اش متمرکز است، فساد وافر است، و نقض حقوق بشر در جمهوری آذربایجان (که شامل شکنجه، دستگیری و بازداشت خودسرانه و نیز آزار روزنامه‌نگاران و سازمان‌های مردم نهاد می‌شود) شدید است. مناقشه قره‌باغ به‌طور پراکنده در دوره ریاست جمهوری علی‌اف ادامه یافت، و در سال ۲۰۲۰ به صورت جنگ قره‌باغ درآمد که منجر به یک توافقنامه صلح شد، که به موجب آن آذربایجان تمامی اراضی قاراباغ، که در جریان جنگ اول قره‌باغ تأسیس شده‌بود، را بازپس‌گرفت.

## اوایل زندگی
الهام علی‌اف فرزند حیدر علی‌اف، رئیس‌جمهور آذربایجان از سال ۱۹۹۳ تا ۲۰۰۳ است. مادرش ظریفه علیوا، چشم‌پزشک آذربایجانی بود. او همچنین یک خواهر بزرگ‌تر به نام سویل علیوا دارد. علی‌اف دکترای تاریخ دارد و در دانشگاه دولتی مسکو در رشتهٔ روابط بین‌الملل هم تحصیل کرده است. او بین ۱۹۸۵–۱۹۹۰ در پژوهشکده دولتی ارتباطات بین‌المللی مسکو تدریس می‌کرد.

## ریاست جمهوری

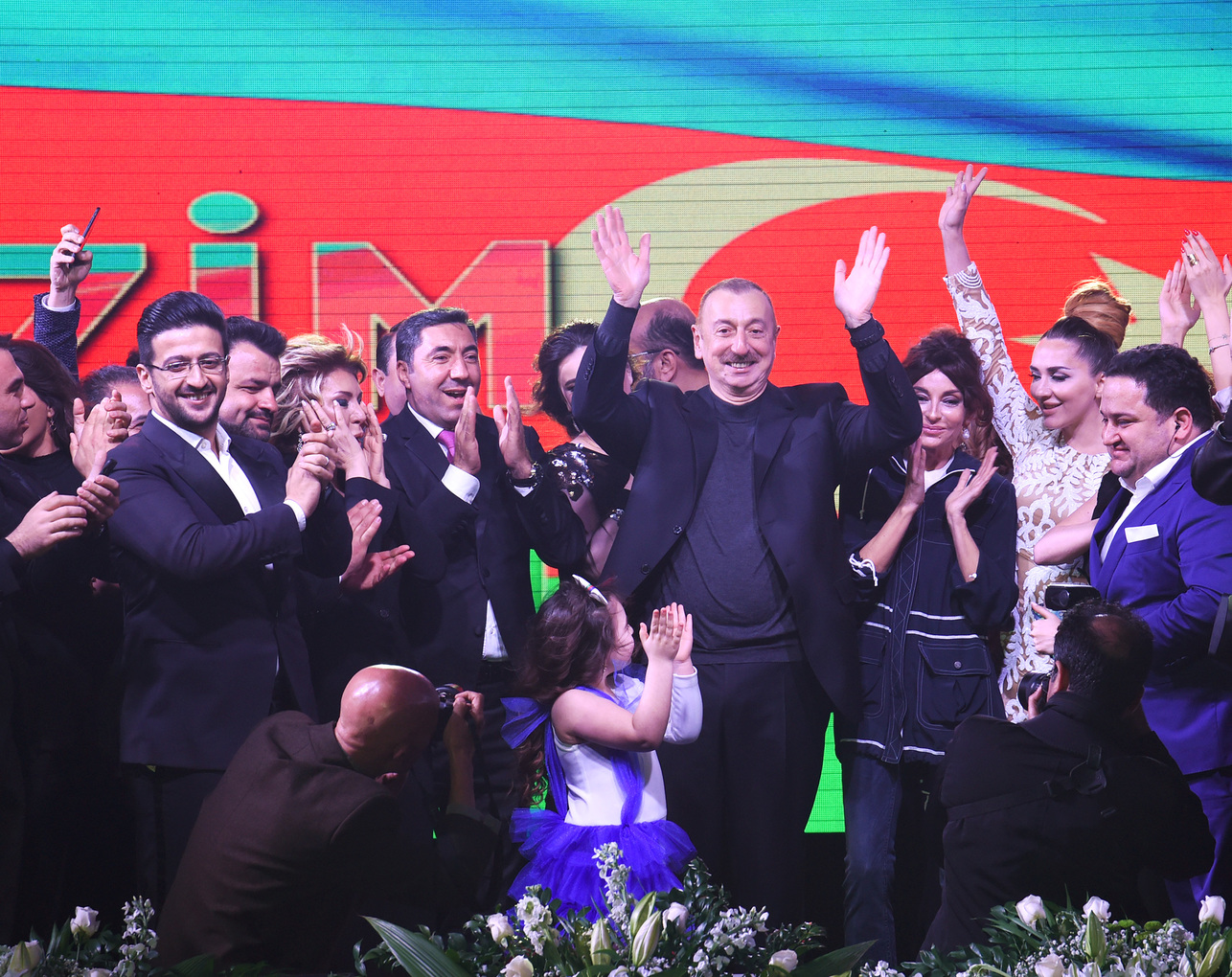
ابراز شادی فراوان از پیروزی در انتخابات، سال ۲۰۱۸

الهام علی‌اف در چهار دوره پیاپی از حزب آذربایجان نوین توانسته به ریاست جمهوری آذربایجان برسد، در انتخابات ریاست جمهوری سال ۲۰۰۳ با ۷۶٫۸٪ آراء، انتخابات ریاست جمهوری سال ۲۰۰۸ با ۸۷٫۳۴٪ آراء، انتخابات سال ۲۰۱۳ با ۸۴٬۷۲٪ آراء و در آخرین مرتبه در انتخابات سال ۲۰۱۸ با ۸۲٪ آراء به ریاست جمهوری رسید. در انتخابات سال ۲۰۱۳ مسئولان انتخابات به‌طور اشتباهی نتایج را حتی قبل از شروع رای‌گیری اعلام کردند که به شائبه تقلب در انتخابات دامن می‌زند.
الهام علی‌اف در ژانویه ۲۰۱۷ طی حکمی، همسر خود را به عنوان معاون اول خود منصوب کرد.

### اقتدارگرایی
علی اف بر یک حکومت اقتدارگرایانه در آذربایجان حکومت می‌کند، چرا که انتخابات‌ها آزاد و عادلانه نیستند، قدرت در دستان علی اف و بقیه خانواده اش متمرکز شده است، فساد شایع است و نقض حقوق بشر (که شامل شکنجه، دستگیری و بازداشت خودسرانه روزنامه نگاران و نیز ان جی اوها می‌شود). بسیاری از ناظران علی اف را یک دیکتاتور می‌بینند.

#### نقض حقوق بشر
نقض حقوق بشر در جمهوری آذربایجان در آذربایجان در دوره حکومت علی اف شامل شکنجه، دستگیری و بازداشت خودسرانه و آزار روزنامه نگاران و سازمان‌های مردم‌نهاد است.

#### سرکوب احزاب مخالف و آزادی بیان
علی اف در یک سخنرانی ایراد شده در ۱۵ ژوئیه ۲۰۲۰ در جریان درگیری ۲۰۲۰ ارمنستان و جمهوری آذربایجان، بزرگ‌ترین حزب مخالف یعنی، جبهه خلق آذربایجان را هدف قرار داد. او اعلام کرد «لازم است ستون پنجم را خاتمه بدهیم" و جبهه خلق «بدتر از ارمنی‌ها» هستند. بنا بر منابع آذربایجانی تا ۱۲۰ نفر هم اکنون در زندان اند که در میان آنها معاونین رهبران احزاب و همچنین روزنامه نگاران قرار دارند. در ۲۰ ژوئیه وزارت امور خارجه ایالات متحده آمریکا به آذربایجان اصرار کرد از دنیاگیری برای ساکت کردن «مدافعان جامعه مدنی، صداهای اپوزیسیون یا بحث عمومی» استفاده نکند. این کنش‌ها به‌طور گسترده به عنوان تلاشی برای «حذف مدافعان حامی دموکراسی و رقبای سیاسی یک بار و برای همیشه» دیده شدند. حکمرانی اقتدارگرایانه علی اف به گفته رادیو اروپای آزاد/رادیو آزادی" رسانه‌های مستقل را تعطیل کرده و احزاب مخالف را سرکوب کرده در حالی که انتخابات‌ها از سوی گروه‌های دیده‌بان بین‌المللی نه آزادانه و نه عادلانه تلقی شدند.

### سیاست فرهنگی
گفت‌وگوی بین فرهنگی یکی از زمینه‌های اولویت دار سیاست فرهنگی الهام علی‌اف بوده و هست. در سال ۲۰۰۸، وی ابتکار عمل «روند باکو» را برای ترویج گفتگوی بین فرهنگی در کنفرانس وزیران فرهنگ مطرح کرد، که با محور «گفتگوی بین فرهنگی به عنوان پایه ای برای صلح و توسعه پایدار در اروپا و مناطق هم جوار آن» برگزار شده بود. علی‌اف، ضمن سخنرانی در شصت و پنجمین نشست مجمع عمومی سازمان ملل متحد در ۲۳ سپتامبر سال ۲۰۱۰ در نیویورک از قصد خود در جهت برگزاری مجمع جهانی گفتگوی بین فرهنگی خبر داد، که این ابتکار مورد استقبال گسترده سازمانهای بین‌المللی همچون یونسکو، ائتلاف تمدن‌های سازمان ملل متحد، سازمان جهانی گردشگری، شورای اروپا، «مرکز شمال-جنوب شورای اروپا» و آیسسکو قرار گرفت. از سال ۲۰۱۱ تا ۲۰۱۷، چهار مجمع جهانی سطح بالا در عرصه گفتگوی بین فرهنگی در باکو برگزار شد. الهام علی‌اف با امضاء حکمی در ۱۴ فوریه ۲۰۱۴، «کنسپسیون فرهنگی جمهوری آذربایجان» را به تأیید رسانید. سه ماه بعد، ۱۵ مه ۲۰۱۴، وی فرمان تأسیس «مرکز بین‌المللی فرهنگی چند فرهنگ گرایی باکو» را امضاء کرد. بر اساس فرمان الهام علی‌اف مورخ ۱۱ ژانویه سال ۲۰۱۶، همان سال، «سال چندفرهنگ‌گرایی» در جمهوری آذربایجان اعلام شد. الهام علی‌اف مدارا و چندگانگی فرهنگی را به اجزای لاینفک سیاست دولت و سبک زندگی در جمهوری آذربایجان تبدیل نمود. آذربایجان، تحت ریاست او، در تاریخ ۲۵ تا ۲۷ آوریل سال ۲۰۱۶ از هفتمین مجمع جهانی ملل متحد برای ائتلاف تمدن‌ها با موضوع "زندگی مشترک در جوامع فراگیر، یک چالش و یک هدف» میزبانی کرد. الهام علی‌اف با امضاء حکمی به تاریخ ۲۸ فوریه سال ۲۰۱۸، «برنامه دولتی حفظ و توسعه هنر قالی‌بافی در جمهوری آذربایجان بین سالهای ۲۰۱۸ تا ۲۰۲۲» که در راستای صیانت از سنن فرش بافی، ارتقاء ظرفیت صادرات فرش و اشتغال زایی در مناطق فعال در این زمینه تدوین شده بود، را به تأیید رساند.

### سیاست علمی
در ۵ مه سال ۲۰۰۴، الهام علی‌اف فرمانی برای ایجاد «مرکز علمی دانشنامه ملی آذربایجان» صادر نمود. حدود ۴ سال بعد، یعنی ۱۰ آوریل ۲۰۰۸، فرمان دیگری برای تأسیس کمیسیون دولتی در راستای انجام اصلاحات در زمینه علم امضاء کرد. بنابر فرمان دیگری که ۲۱ اکتبر سال ۲۰۰۹ به امضاء الهام علی‌اف رسید، «صندوق توسعه علم» تحت ریاست جمهوری آذربایجان دایر گردید. آیین‌نامه صندوق پس از چهار ماه، ۱۸ فوریه سال ۲۰۰۹، به تأیید وی رسید. ۱۴ ژانویه سال ۲۰۱۶، الهام علی‌اف فرمان تأسیس کمیسیون ملی جمهوری آذربایجان مرتبط با سازمان جهانی اسلامی برای آموزش و پرورش، علوم و فرهنگ (آیسسکو) را صادر کرد. صدور فرمانی از سوی الهام علی‌اف بابت ایجاد پارک فناوریهای آکادمی ملی علوم جمهوری آذربایجان در ۸ نوامبر ۲۰۱۶ نیز، یکی از کارهای الهام است. الهام علی‌اف با امضاء فرمان دیگری در تاریخ ۹ آوریل سال ۲۰۱۸، دستور به تأسیس «روز ملی علم» در جمهوری آذربایجان داد.

### سیاست خارجی

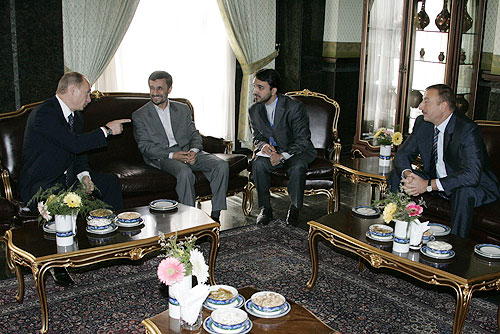
علی‌اف، محمود احمدی‌نژاد ششمین رئیس‌جمهور ایران و ولادمیر پوتین رئیس‌جمهور فدراسیون روسیه

مطابق با دستور الهام علی اف، جمهوری آذربایجان به کشورهای نپال و فلسطین، در ۱۰ آوریل و ۸ سپتامبر سال ۲۰۱۷، به ترتیب به جیبوتی و پناهندگان روهینگیا هم کمک‌های بشردوستانه ای ارسال نمود. ۲۷ فوریه سال ۲۰۱۲، ولاده دیواتس، رئیس کمیته المپیک صربستان و مؤسس «صندوق آنا و ولاده دیواتس»، از الهام علی‌اف در پاس کمک‌های خارجی و سیاستهایش با اهدای جایزه بین‌المللی «دوست بزرگوار بالکان»، از جوایز «صندوق آنا و ولاده دیواتس»، تقدیر به عمل آورد. در سال ۲۰۱۰، الهام علی اف به همراه ولادیمیر پوتین، ریاست جمهوری روسیه، همایش بین‌المللی بشردوستانه باکو را پایه‌ریزی نمود. وی اهمیت همان رویدادهای فرهنگی را با جملات زیر توصیف کرده بود: «... همایش‌های فرهنگی این پیام را به جهانیان منتقل می‌کند، که نمایندگان ترقی خواه دنیا، باید تلاش‌های خود را بیش از پیش به یکدیگر نزدیک تر کنند. تعمیق همکاری‌های بین‌المللی بشر دوستانه می‌تواند از گرایش‌های منفی و مضر کاسته و به گرایش‌های مثبت و مفید بیفزاید.»

### سیاست بهداشتی
مطابق فرمان الهام علی اف به تاریخ ۲۷ دسامبر سال ۲۰۰۷ آژانس دولتی بیمه اجباری سلامت تحت کابینه وزرای جمهوری آذربایجان بنیان‌گذاری شد.
۲۹ نوامبر سال ۲۰۱۶، رئیس‌جمهوری آذربایجان فرمان دیگری در خصوص «تهیه اقدامات اجرایی مرتبط با انجام پروژه‌های آزمایشی برای اعمال بیمه اجباری سلامت در شهر مینگه‌چویر و شهرستان یولاخ» صادر کرد.

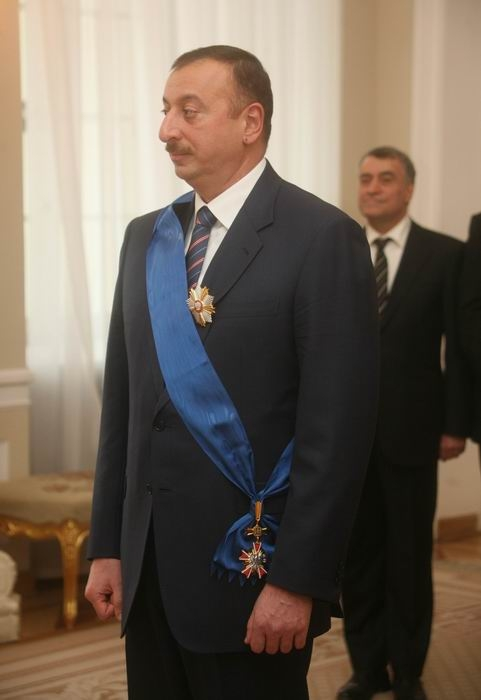
علی اف در حال دریافت نشان افتخار لهستان

### سیاست حوزه جوانان
۱۹ اکتبر سال ۲۰۰۶، الهام علی اف فرمان آموزش جوانان آذربایجانی در خارج از کشور را مطرح و امضاء نمود، که در متن آن نهادهای دولتی موظف به تدوین برنامه دولتی در این زمینه شدند. بر این اساس ،۱۶ آوریل ۲۰۰۷، وی با امضاء فرمانی، برنامه دولتی مربوط به تحصیل جوانان آذربایجانی در کشورهای خارجی بین سال‌های ۲۰۰۷ تا ۲۰۱۵ را تصویب کرد. بر پایه دستور الهام علی اف به مورخ ۹ فوریه ۲۰۰۷، سال ۲۰۰۷ به عنوان «سال جوانان» در آذربایجان اعلام گردید. در سال ۲۰۰۷، جمهوری آذربایجان میزبان نشست بین‌المللی «جوانان برای اتحاد تمدنها» بود، که به‌طور مشترک توسط بنیاد حیدر علی‌اف، «مجمع جوانان کنفرانس اسلامی برای گفتگو و همکاری»، آیسسکو و شورای اروپا برگزار شده بود. الهام علی اف، در ۱۹ دسامبر سال ۲۰۱۱، با هدف حمایت از ابتکارات جوانان و مشارکت بیش از پیش آن‌ها در جامعه، فرمانی برای ایجاد «بنیاد جوانان زیر نظر رئیس‌جمهوری آذربایجان» صادر کرد. ۱۵ سپتامبر ۲۰۱۷ نیز، او برنامه دولتی «جوانان آذربایجانی بین سال‌های ۲۰۱۷ الی ۲۰۲۱» را به تأیید رسانید. جایزه ریاست جمهوری برای جوانان در آذربایجان هم به فرمان الهام علی اف به تاریخ ماه ژوئیه سال ۲۰۰۷، تاسیس شد.

### سیاست زیست‌محیطی
در ۲۴ مارس ۲۰۰۶، تصویب «راهبرد ملی و برنامه اقدام در خصوص حفاظت و استفاده پایدار از تنوع زیستی در جمهوری آذربایجان» به امضاء الهام علی اف رسید. ۱۰ سال بعد، در ۳ اکتبر ۲۰۱۶، وی فرمان دیگری دربارهٔ تصویب «استراتژی ملی حفاظت و استفاده پایدار از تنوع زیستی در جمهوری آذربایجان بین سال‌های ۲۰۱۷ الی ۲۰۲۰» را امضاء کرد. امضاء فرمانی برای پذیرش استانداردهای آلودگیهای ارتعاشی و صورتی که بر محیط زیست و سلامت انسان تأثیرات منفی می‌گذارد»، در تاریخ ۸ ژوئیه سال ۲۰۰۸، از دیگر اقدامات الهام علی اف در راستای صیانت از محیط زیست تلقی می‌شود. الهام علی اف در جلسه پر محتوای کابینه وزرای آذربایجان که ۱۶ اکتبر ۲۰۰۹ با محور رشد اجتماعی و اقتصادی در ۹ ماه نخست سال ۲۰۰۹ برگزار شد، پیشنهاد داد تا سال ۲۰۱۰ به عنوان «سال محیط زیست» در این کشور تعیین شود. به خاطر پیگیری این موضوع، پس از چهار ماه، ۱۸ فوریه سال ۲۰۱۰، برگزاری جلسه ای اختصاص یافته به مشکلات زیست‌محیطی به ریاست او رقم خورد. در چارچوب «سال محیط زیست»، ۱۷ سپتامبر ۲۰۱۰ نمایشگاه بین‌المللی اکولوژیک تحت عنوان «آذربایجان برای یک جهان سبز» با حضور الهام علی‌اف برگزار شد. از جمله دیگر اقدمات زیست‌محیطی الهام می‌توان فرمان‌ها ایجاد پارک‌های ملی متعددی همچون پارک‌های ملی «هیرکان»، «آلتی آغاج»، «آب‌شوران»، «شاهداغ»، «گوی‌گول» را برشمرد.

### سیاست اقتصادی

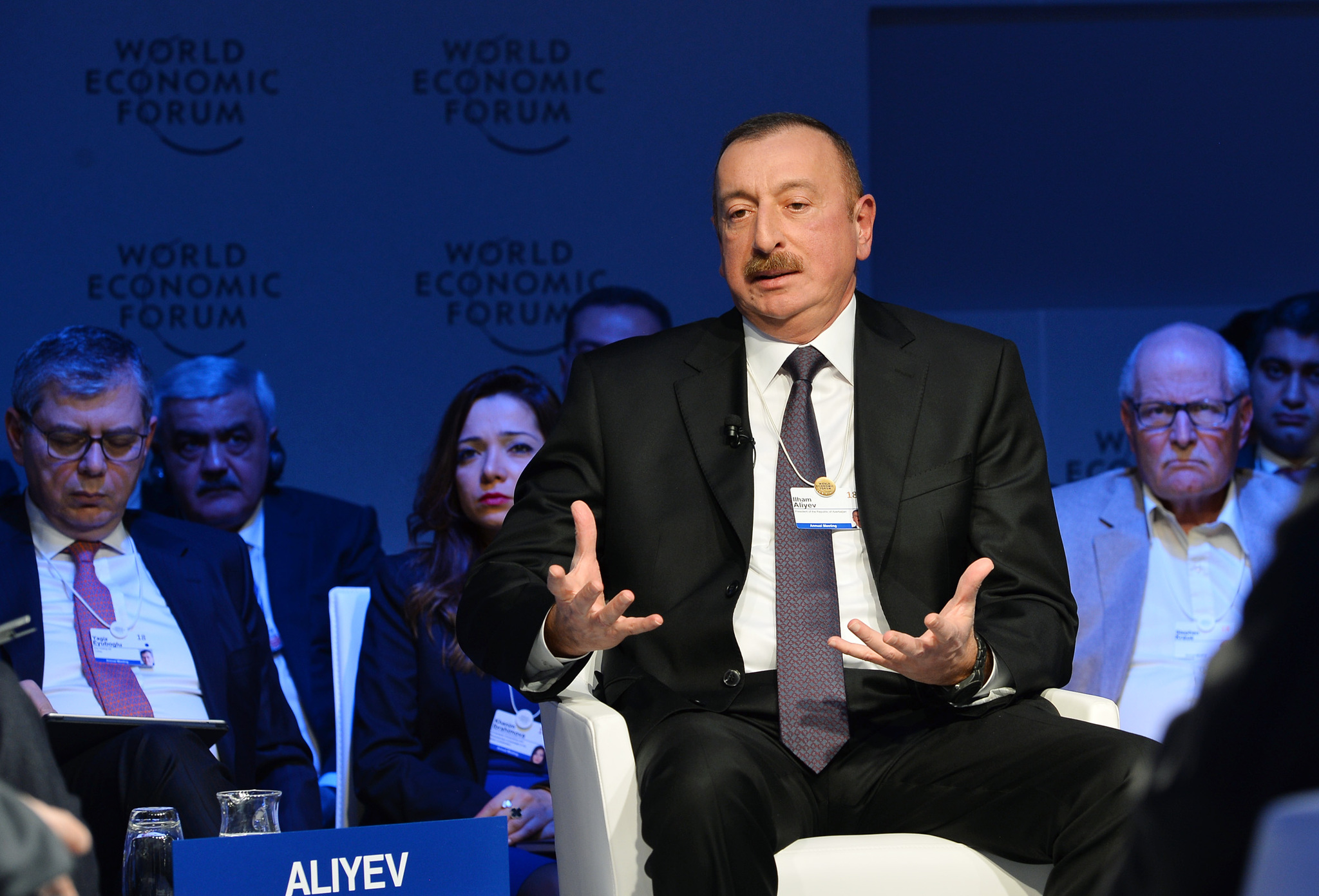
حضور الهام علی‌اف در نشستی تحت موضوع «دورنمای راهبردی: اوراسیا»، در حاشیه مجمع جهانی اقتصاد در داووس در سال ۲۰۱۸

بنابر دادههای بانک جهانی، به هنگام انتخاب او به اولین دوره ریاست جمهوری در سال ۲۰۰۳، تولید ناخالص داخلی آذربایجان که بالغ بر ۷٫۲۷۶ میلیارد دلار بود، در سال ۲۰۱۵ به ۳۷٫۸۴۸ میلیارد دلار افزایش پیدا کرد. ۶ ماه مارس سال ۲۰۰۷، الهام علی اف مباردت به صدور فرمانی برای ایجاد مناطق ویژه اقتصادی در آذربایجان ورزید. بر پایه دیگر فرمان او به تاریخ ۲۰ آوریل ۲۰۱۶ بود، که «مرکز واکاوی اصلاحات اقتصادی و ارتباطات» در این کشور پی ریزی شد. بر اساس فرمان الهام علی اف در تاریخ ۶ نوامبر ۲۰۱۷، شرکت سهامی آزاد «شرکت سهامی صنعتی آذربایجان» به تأسیس رسید. الهام علی اف بعضاً از متنوع‌سازی صادرات به عنوان یکی از عمده‌ترین اولویت‌های دولت خود برای آینده اقتصاد ملی یاد می‌کند. الهام علی اف در مجمع جهانی اقتصاد در سال ۲۰۱۹، با استناد به گزارش شاخص آسانی انجام کسب‌وکار، خبر داد که جمهوری آذربایجان با ۳۲ رتبه افزایش، جایگاه ۲۵ بین ۱۹۰ کشور جهان را به خود اختصاص داده است.

### سیاست اجتماعی
سیاست‌های اجتماعی از طریق برنامه‌ها و قوانین دولتی با در نظر گرفتن جنبه‌های گوناگون امور اجتماعی پیاده‌سازی می‌شود. برنامه دولتی کاهش فقر در آذربایجان برای سال‌های ۲۰۰۸–۲۰۱۵، برنامه دولتی برای توسعه سامانه بیمه بازنشستگی جمهوری آذربایجان بین سال‌های ۲۰۰۹–۲۰۱۵، برنامه دولتی پیشرفت اقتصادی - اجتماعی نواحی آذربایجان بین سال‌های ۲۰۰۴ الی ۲۰۰۸، ۲۰۰۹–۲۰۱۳، ۲۰۱۴–۲۰۱۸، ۲۰۱۹–۲۰۲۳، قانون کمک‌های هدفمند اجتماعی دولتی (۲۰۰۵)، قانون حقوق بازنشستگی (۲۰۰۶)، فرمان مرتبط با بعضی از موضوعات وام مسکن (۲۰۱۶)، فرمان ارائه کمک‌های دوره‌ای دولتی به قشرها کم درآمد (۲۰۱۸) از مجموع فرامینی هستند که از سوی الهام علی اف با هدف ارتقاء سطح امنیت اجتماعی و زیرساختهای اجتماعی در این کشور امضاء شده‌اند. الهام علی اف با صدور فرمان دیگری دستور به پرداخت غرامت به افراد حقیقی این کشور داد که مبلغ بدهی بانکی آن‌ها بر آثار کاهش ارزش منات در برابر دلار بیشتر شده بود. در ماه ژوئن سال ۲۰۱۹ بود، که او اقدام به صدور فرمان افزایش حداقل دستمزد به ۲۵۰ منات آذربایجان از روز اول ماه سپتامبر همان سال کرد.

### سیاست حوزه دین

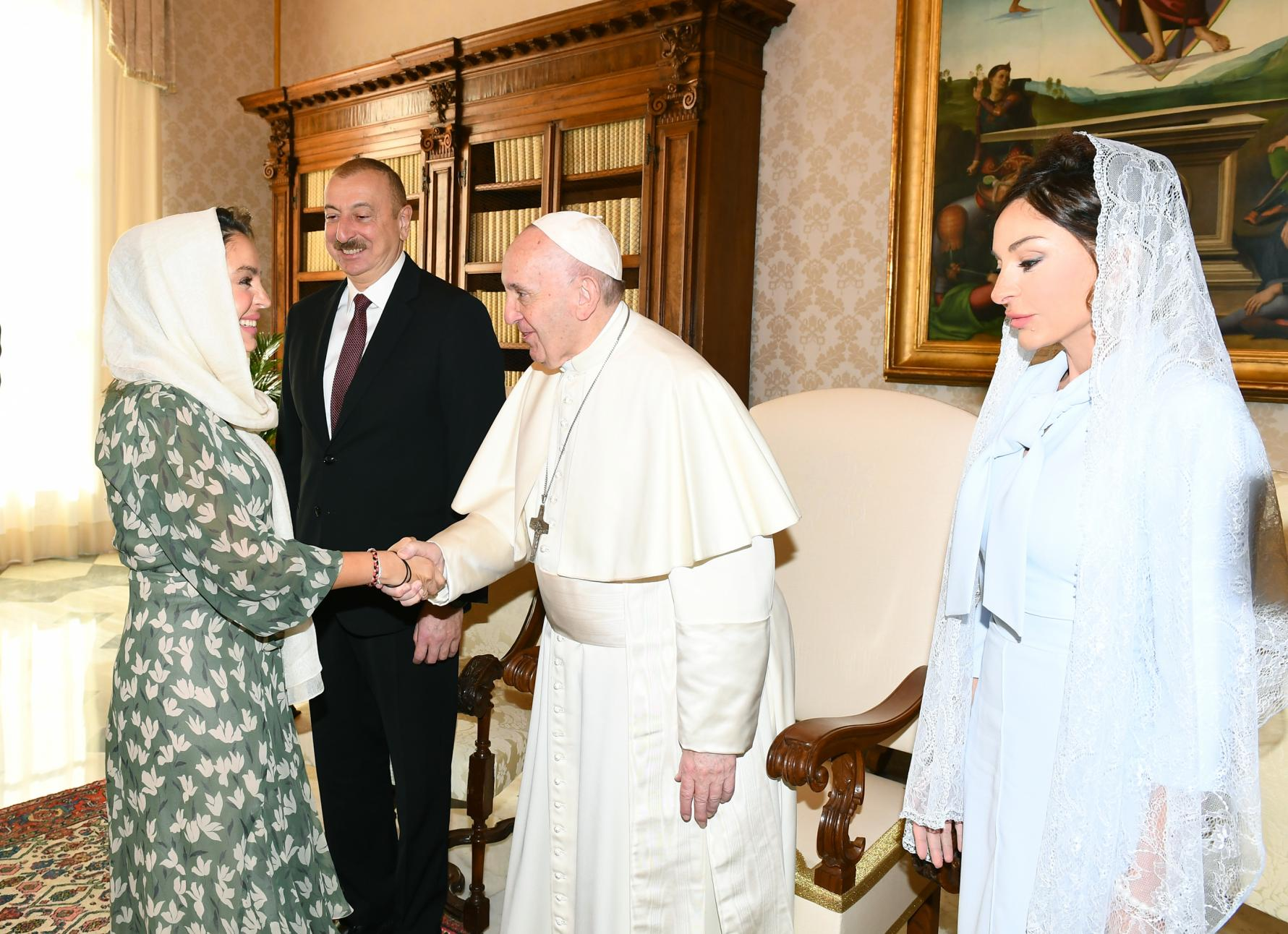
خانواده علی‌اف در دیدار با پاپ فرانسیس، فوریه ۲۰۲۰‏

الهام علی اف، طی حکمی در دهم ژانویه ۲۰۱۷، سال ۲۰۱۷ را سال «همبستگی اسلامی» نام گذاری کرد. بعدا در همان سال، وی فرمان دیگری را متوجه تخصیص بودجهای در جهت سازماندهی اقدامات و طرح‌های مربوط به سال «همبستگی اسلامی» صدور نمود. ضمناً، علی‌اف مباردت به صدور ۳ فرمان دیگری در راستای ارائه کمک‌های مالی به نهادهای دینی در سال‌های ۲۰۱۴، ۲۰۱۶ و ۲۰۱۷ ورزید. در بحبوحه زمانی مختلفی، از صندوق ذخیره ریاست جمهوری کمک‌های مالی به اداره مسلمانان قفقاز، اسقف اعظم باکو کلیسای ارتدکس روسی آذربایجان، تشکل یهودیان کوهستان، جامعه یهودیان اروپا، و سایر اجتماعات مذهبی شده است. در سال‌های ۲۰۱۴ و ۲۰۱۵، علی اف دو دستوری تحت عناوین «اقدامات اضافی برای تقویت ترویج فرهنگ مذهبی، مماشات، گفتگوی بین دینی و بین فرهنگی در آذربایجان» صادر کرد. بنابر همان دستورها ۳ میلیون منات آذربایجان (در مجموع ۶ میلیون منات) از صندوق ذخیره ریاست جمهوری آذربایجان به «صندوق توسعه فرهنگ دینی» اختصاص یافت. بر پایه فرمان الهام علی اف به مورخ ۱۷ ژوئیه ۲۰۱۵، ۳ میلیون منات از صندوق ذخیره ریاست جمهوری برای مرمت و بازسازی آثار تاریخی و فرهنگی مذهبی در این کشور تخصیص پیدا کرد.

### سیاست حوزه قضایی
بر اساس قرمان الهام علی‌اف به تاریخ ۱۹ ژانویه سال ۲۰۰۶ در خصوص نوسازی قوه قضائیه، گام‌های مؤثری متوجه ارتقاء سطح کیفیت قوه قضائیه در این کشور برداشته شد. دادگاههای جدید و همچنین دادگاه‌های تجدید نظر در مناطق مختلف این کشور برای افزایش کارایی قوه یاد شده و تسهیل دسترسی مردم به دادگاه‌ها در شهر و شهرستانها بنیان‌گذاری شد. به موجب آن فرمان، علاوه بر اینکه تعداد قضات افزایش یافت، عملکرد، فعالیت‌ها، و تجهیزات مورد استفاده دادگاه‌ها نیز به روز رسانی شد. بر اساس اصلاحات قوه قضائیه، دادگاه‌های تجدید نظر متشکل از ۴ اتاق از جمله دادگاه مدنی، کیفری، نظامی و اداری و اقتصادی برای انجام وظایف خود مرتبط با رسیدگی به دعاوی مختلف در قلمرو قدرت خود، در ۶ منطقه این کشور شروع به کار کردند. مرحله بعدی در قوه قضائیه آذربایجان با فرمان «تعمیق اصلاحات در قوه قضائیه» که روز سوم آوریل سال ۲۰۱۹ به امضاء الهام علی‌اف رسید، آغاز شد. از آن زمان به بعد، اصلاحات قانون کیفری آذربایجان و قانون دادگاه، قانون اساسی آذربایجان نیز انجام گرفت.

### برنامه توسعه «جمهوری آذربایجان ۲۰۲۰: چشم‌انداز آینده»
برنامه توسعه معروف به «جمهوری آذربایجان ۲۰۲۰: چشم‌انداز آینده» که برنامه ملی رشد اقتصادی است، یکی از ابتکارهای راهبردی الهام علی‌اف برای توسعه بیشتر کشور محسوب می‌شود. فرمان مربوط به تهیه این طرح در ۲۹ نوامبر ۲۰۱۱ توسط علی‌اف امضاء و خود طرح هم در ۲۹ دسامبر ۲۰۱۲ با مصوبه دیگر وی تصویب شد. این پروژه، انجام اقداماتی بابت پیش برد حوزه‌های گوناگون اقتصاد کشور و افزایش رفاه عمومی تا سال ۲۰۲۰ را تعریف می‌کند. در ارزیابی گزارش داوطلبانه آذربایجان در سند ۲۰۳۰ یونسکو (اهداف توسعه پایا) برنامه توسعه «جمهوری آذربایجان ۲۰۲۰: چشم‌انداز آینده» که از جانب الهام علی‌اف مطرح و تصویب شده است، به منزله استراتژیای توصیف شده است، که آرمان‌ها و خواست‌های بلند مدت ملی، فرصت‌ها برای سرمایه‌گذاران، و مسائل مرتبط با این اهداف را انعکاس می‌دهد. رویکرد مشابهی در گزارشی که برای مجمع جهانی اقتصاد سال ۲۰۱۵ تنظیم شده و در نشریه «فارن افرز» نیز انتشار یافت، به نظر می‌رسد. مجله تخصصی اقتصادی «سال کسب و کار» نتایج حاصل شده از این برنامه را به عنوان راهبرد طراحی شده خردمندانه مورد ارزیابی قرار داد، که در راستای تأمین منافع اقتصادی ملی آذربایجان طرح‌ریزی شده است. در نوامبر ۲۰۱۸، علی اف برنامه دولتی ظرفیت افزایی نظام آموزش عالی در عرصه رقابت بین‌المللی در جمهوری آذربایجان برای سال‌های ۲۰۱۹–۲۰۲۳ را در چارچوب این لایحه تصویب کرد.

### نقشه راه‌های راهبردی برای اقتصاد ملی
۶ دسامبر ۲۰۱۶، الهام علی‌اف با امضاء فرمانی، نقشه راههای استراتژیک برای اقتصاد ملی و حوزه‌های مختلف اقتصادی را تأیید ساخت. در ۱۶ ژانویه ۲۰۱۷، در چارچوب مجمع جهانی اقتصاد در داووس، الهام علی اف با «دومینیک بارتون»، شریک جهانی مدیریت شرکت «مکینزی اند کامپنی» که در تدوین نقشه راه‌های راهبردی شرکت کرده بود، دیدار کرد.

### اصلاحات اداری
الهام علی‌اف طی اظهارات علنی خود، به مراتب ادعا داشته، که اصلاحات اداری و مبارزه با فساد از اولویت‌های سیاست‌های حکومت وی است و در این راستا دولتش دارد اقداماتی از نظر مسائل اداری، سازمانی و نهادی را انجام می‌دهد. او از ابتدای سال ۲۰۰۳ که به ریاست جمهوری آذربایجان انتخاب شد، ۵ طرح دولتی در رابطه با مقابله با فساد و اصلاحات اداری برای سال‌های متعاقب مطرح و تصویب ساخت، که عبارتند از: «برنامه دولتی مبارزه با فساد» (۲۰۰۴–۲۰۰۶)، «استراتژی ملی تقویت شفافیت و مبارزه با فساد» (۲۰۰۷–۲۰۱۱)، «برنامه ملی اقدام به مبارزه علیه فساد و تشویق دولت شفاف» (۲۰۱۲–۲۰۱۵)، «برنامه ملی اقدام در تشویق دولت شفاف» (۲۰۱۶–۲۰۱۸). سوم مارس ۲۰۰۴، فرمان اعمال قانون جمهوری آذربایجان در مبارزه با فساد به امضاء الهام علی‌اف رسید. به موجب این فرمان، «اداره مبارزه با فساد» زیر نظر دفتر دادستانی کل جمهوری آذربایجان تأسیس شد و امور مربوط به تنظیم پیش نویس نظام‌نامه «کمیسون مبارزه با فساد» به هیئت دولت محول گردید. نهایتاً، ۱ ژوئن ۲۰۰۵، علی‌اف فرمان اعمال قانون جمهوری آذربایجان برای تأیید اساسنامه «کمیسون جمهوری آذربایجان در مبارزه با فساد» را صادر ساخت. به منظور تقویت و تحکیم اقدامات صورت گرفته در زمینه مبارزه با پولشویی و تأمین مالی تروریسم، ۱۸ نوامبر ۲۰۱۶، الهام علی‌اف برنامه ملی اقدام در مقابله با پولشویی و تأمین مالی تروریسم بین سال‌های ۲۰۱۶ و ۲۰۱۷ را به تصویب رساند. او اقدام به تأسیس سیستمی به نام آسان خدمت برای مبارزه با فساد نمود. سازمان ملل متحد از «آسان خدمت» در ازای این دستاوردها و عملکردش با اهدای جایزه‌ها تقدیر به عمل آورد. این نو نهاد دولتی به زودی توجه تعداد کثیری از کشورهای جهان را به خود جذب کرد و برخی از آن‌ها در جهت ایجاد مرکز همانندی در کشور خودشان دارند بررسی‌ها و رایزنی‌هایی را در این زمینه انجام می‌دهند. به عنوان مثال، دولت فرانسه اقدام به امضای یادداشت تفاهمی با آذربایجان با هدف استفاده از تجربه «آسان خدمت» برای ایجاد یک نهاد مشابه در کشور فرانسه کرد. در عین حال، هیئت نمایندگی پاکستان در یکی از سفرهای خود به آذربایجان، از علاقه شدید این دولت برای استفاده از مدل «آسان خدمت» در زمینه ارائه خدمات عمومی در پاکستان خبر داد. دولت افغانستان با بهره مندی از «آسان خدمت» آذربایجان، مرکز هم نامی در زمینه عرضه خدمات عمومی بنیان نهاده، که زیر نظر وزارت مالیه این کشور فعالیت دارد. هم اکنون، «آسان خدمت» توسط کشورهای خارجی، از جمله آلبانی، ایتالیا، استونی، جمهوری مقدونیه، اندونزی و غیره مورد تحقیق و استفاده قرار می‌گیرد.
۱۴ مارس سال ۲۰۱۸، بر پایه فرمان شماره ۱۸۸۵ رئیس‌جمهوری آذربایجان موسوم به «دربارهٔ توسعه دولت الکترونیک و اقدامات مربوط به گذر به دولت دیجیتال»، مرکز توسعه دولت الکترونیک در آذربایجان ایجاد شد. این مرکز علاوه بر اینکه تلاش دارد تا از فناوریهای دیجیتال استفاده، برای تأمین خدمات عمومی با کارایی بیش‌تر دولت الکترونیک ایجاد، و در دسترس بودن خدمات عمومی را تضمین کند.

## انتقادها

### فساد مالی

پروژه گزارش فساد و جرائم سازمان یافته الهام علی اف را بعنوان فرد فاسد سال، در سال ۲۰۱۲ معرفی کرد.

الهام علی‌اف و اعضای خانواده اش در رأس فساد مالی آذربایجان قرار دارند. پسر یازده ساله الهام علی اف رئیس‌جمهوری آذربایجان مالک چندین امارت در دبی است.
میزان املاک و مستقلات لیلا و آرزو، دو دختر الهام علی‌اف بیش از ۷۵ میلیون دلار برآورد شده است.
فساد مالی این خانواده به حدی رسیده است که وی در زمینه فساد، به عنوان «شخص سال» در جهان انتخاب شد.

### فساد خانواده علی اف
در سال ۲۰۱۵، واشینگتن پست خبری در مورد لیلا علی‌یوا منتشر کرد که در آن گفته شده بود او به همراه خواهر و برادرش املاکی به ارزش ۷۵ میلیون دلار در دبی دارند. او هم یکی از افراد نام برده شده در اسناد پاناما است.
آرزو و خواهرش لیلی از طریق شرکت‌های فراساحلی مالک بیش از ۷۰ درصد از سهام آزفون هستند.

### اسناد ویکی لیکس
اسناد افشا شده ویکی لیکس در سال ۲۰۱۰، حاکی از گزارش سفارت ایالات متحده آمریکا در جمهوری آذربایجان است که در این گزارش، الهام علی‌اف به سوء استفاده از قدرت در سرکوب مخالفان خود با رئیس یک گروه جنایی مافیایی مقایسه شده است.
این اسناد پنج سال پس از افشای اسناد معروف به پاناما منتشر شده‌اند که نشان می‌داد ثروتمندان جهان چگونه ثروت خود را به شیوه‌هایی مخفی می‌کنند که مأموران دولتی قادر به رصد آن نیستند. منبع اسناد پاندورا، اطلاعات درز کردهٔ ۱۴ شرکت مالی و حقوقی در پناهگاه‌های مالیاتی همچون جزایر ویرجین بریتانیا، پاناما، بلیز، قبرس، امارات متحده عربی، سنگاپور و سوئیس هستند. بررسی این اطلاعات زیر نظر کنسرسیوم بین‌المللی روزنامه نگاران تحقیقی و توسط ۶۵۰ گزارشگر در ۱۱۷ کشور مختلف انجام شده است که نام الهام علی‌اف در بین آن‌ها دیده می‌شود.

## زندگی شخصی
علی‌اف در سال ۱۹۸۳ با مهربان علیوا ازدواج کرد. آن‌ها سه فرزند به نام‌های لیلا، آرزو و حیدر و پنج نوه دارند. علی‌اف به زبان‌های، انگلیسی، فرانسوی، روسی و ترکی مسلط است. همسر وی معاون رئیس‌جمهور جمهوری آذربایجان است.
در سال ۱۹۹۸ نشریه İmpuls تصاویری از رقاصی الهام علی‌اف با خواننده ترکیه‌ای ابرو گوندش را منتشر کرد و به همین دلیل مدتی بعد از کار برکنار شد. اصولا الهام علی‌اف شخصی سیاسی نبود. وی در امور قمار و تجارت فعالیت داشت و به خاطر میل شدید به قمار در میان مردم معروف بود. وی یک بار در زمان ریاست جمهوری حیدر علی‌اف (در سال ۱۹۹۶) در استانبول در کازینوی عمر لطفی توپال به خاطر باخت کلان و ناتوانی از پرداخت پول به قماربازان، گروگان گرفته شد. حیدر علی‌اف با اعزام گروهی وِیژه و پرداخت پول موجبات آزادی الهام علی‌اف را فراهم کرد. عمر لطفی توپال بعدها توسط اشخاص ناشناس (مأموران حیدر علی‌اف) ترور شد.

## نگارخانه

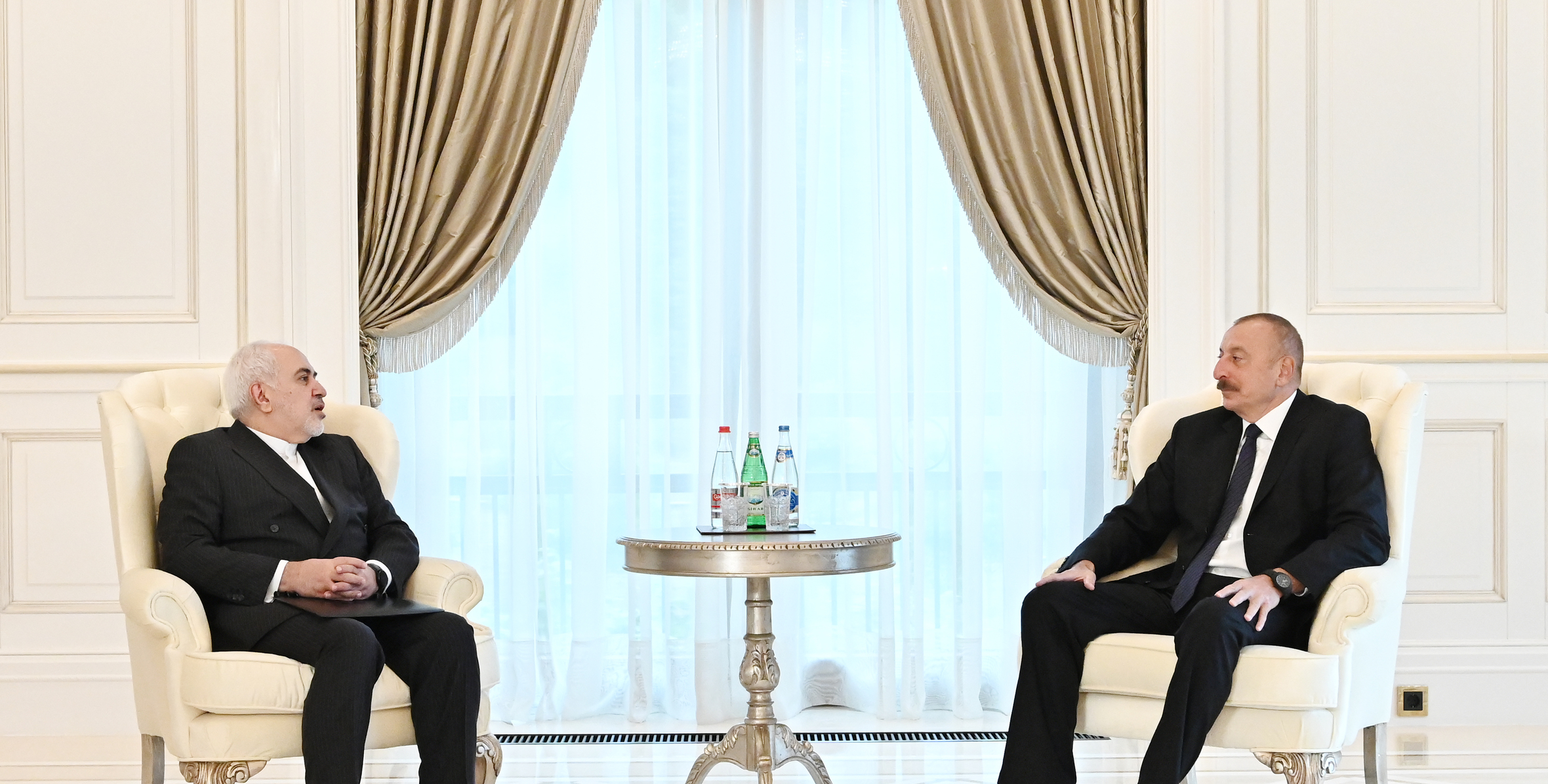
علی‌اف و محمدجواد ظریف وزیر پیشین امورخارجه ایران
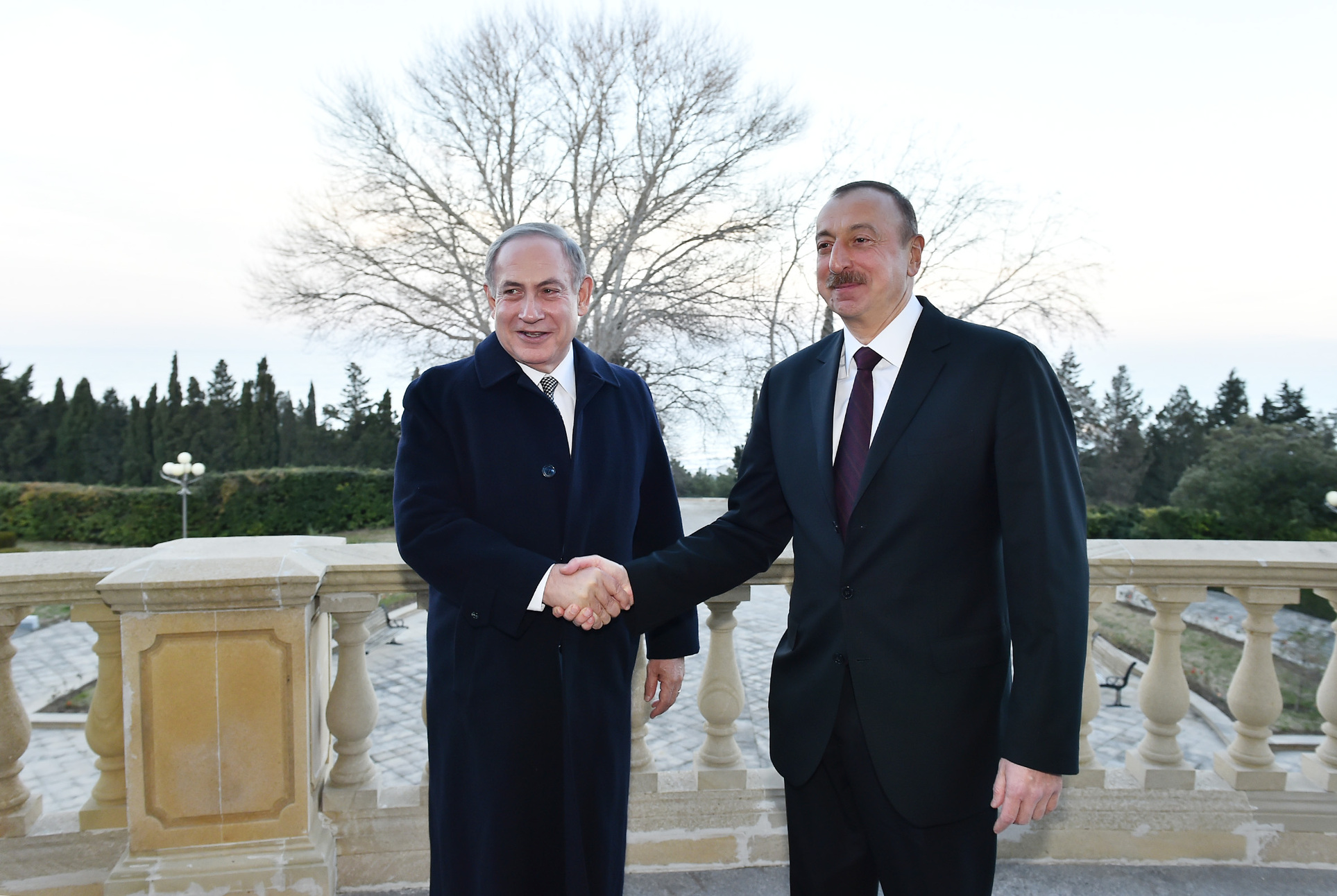
علی‌اف و نتانیاهو نخست‌وزیر اسرائیل